# Fran McCaffery
Francis John McCaffery, detto Fran (Filadelfia, 23 maggio 1959), è un ex cestista e allenatore di pallacanestro statunitense.